# Hançalar, Çal
Hançalar là một thị trấn thuộc huyện Çal, tỉnh Denizli, Thổ Nhĩ Kỳ. Dân số thời điểm năm 2010 là 1.475 người.